# Kortrijk
Kortrijk (în franceză Courtrai) este un oraș neerlandofon situat în provincia Flandra de Vest, regiunea Flandra din Belgia. Orașul este situat în apropierea graniței cu Franța în vecinătatea orașului Lille, împreună cu care formează cea mai mare aglomerație transfrontalieră europeană. La 1 ianuarie 2008 Kortrijk avea o populație totală de 73.941 locuitori.

## Istoric
Orașul este renumit sub numele „Guldensporenslag” ce înseamnă „Bătălia pintenilor de aur” care a avut loc în data de 11 iulie 1302 în Kortrijk.
Orașul reprezenta în secolele al XIX-lea și al XX-lea un centru important în industria de in și este în continuare un pion central in industria textilă. Pe lângă acestea orașul este și un centru comercial important si are rolul de oraș central în învățământ și în serviciile sociale în sudul provinciei Flandra de Vest.
Kortrijk este unul dintre cele mai vechi orașe ale Belgiei existând din primul secol d.Hr.
Orasul este traversat de râul Lys (Leie în olandeză), râu ce a contribuit în secolele trecute la dezvoltarea comerțului în regiune.

## Obiective turistice
Câteva aspecte importate în patrimoniul orașului sunt : 
- primăria construită în stil gotic, Belfort-ul folosit în trecut pentru a anunța evenimente importante în viața orașului prin intermediul clopotelor
- cele două turnuri aproape identice numite "de Broeltorens", ce se află de o parte și de alta a podului peste râul Lys; în mijlocul podului se află statuia sfântului Johannes Nepomucenu, patronul spiritual al celor înnecați,
- spitalul Sfintei Maria, fundat în anul 1200-1204; la început maicile și călugării erau cei ce îngrijeau bolnavii,
- diverse case în stilurile art nouveau și art deco în cartierul Sint-Jan, Begijnhof-ul Sfânta Elisabeth,
- un cartier religios din Evul Mediu, reconstruit în secolul al XVII-lea în stil baroc, Biserica Sfântului Maarten, construită în stil gotic în jurul anului 1300 și reconstruită dupa un incendiu devastator în anul 1382,
- Biserica Sfintei Maria în care se găsește un tablou de Antoon van Dyck.

## Geografie
Comuna actuală Kortrijk a fost formată în urma unei reorganizări teritoriale în anul 1977, prin înglobarea într-o singură entitate a ??? comune învecinate. Suprafața totală a comunei este de 80,02 km². Comuna este subdivizată în secțiuni, ce corespund aproximativ cu fostele comune de dinainte de 1977. Acestea sunt:
| - I. Kortrijk - II. Heule - III. Bissegem - IV. Marke - V. Aalbeke - VI. Rollegem - VII. Bellegem - VIII. Kooigem |

Localitățile limitrofe sunt:
- Comuna Kuurne:
  - a. Kuurne
- Comuna Harelbeke:
  - b. Harelbeke
- Comuna Zwevegem:
  - c. Zwevegem
  - d. Sint-Denijs
- Comuna Spiere-Helkijn:
  - e. Spiere
- Comuna Mouscron:
  - f. Dottignies
  - g. Luingne
  - h. Mouscron
- Comuna Menen:
  - i. Rekkem
  - j. Lauwe
- Comuna Wevelgem:
  - k. Wevelgem
  - l. Gullegem
- Comuna Lendelede:
  - m. Sint-Eloois-Winkel
  - n. Lendelede

## Personalități născute aici
- Maurice De Bevere (cunoscut ca Morris 1923 - 2001), creator de benzi desenate.

## Localități înfrățite

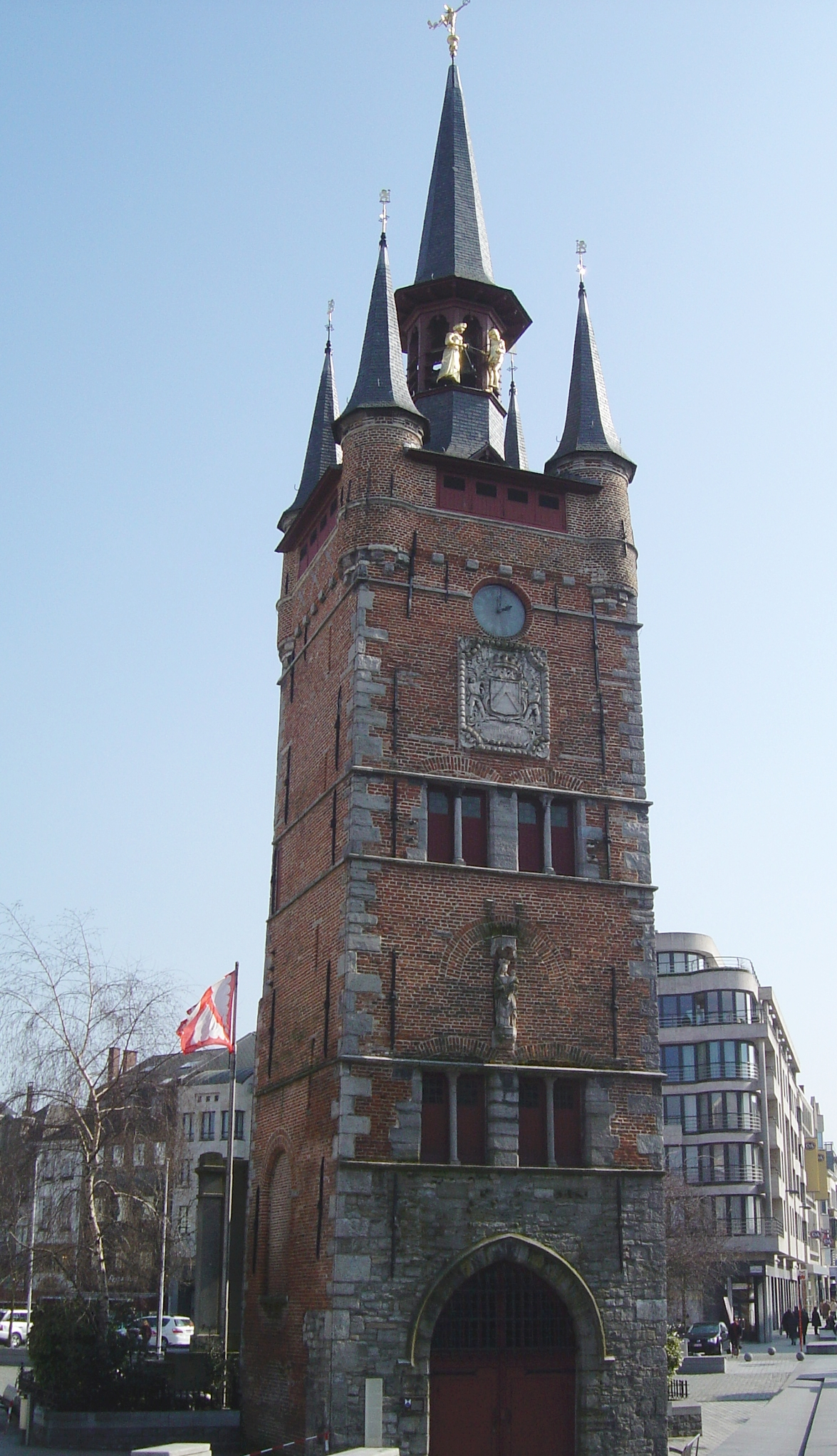
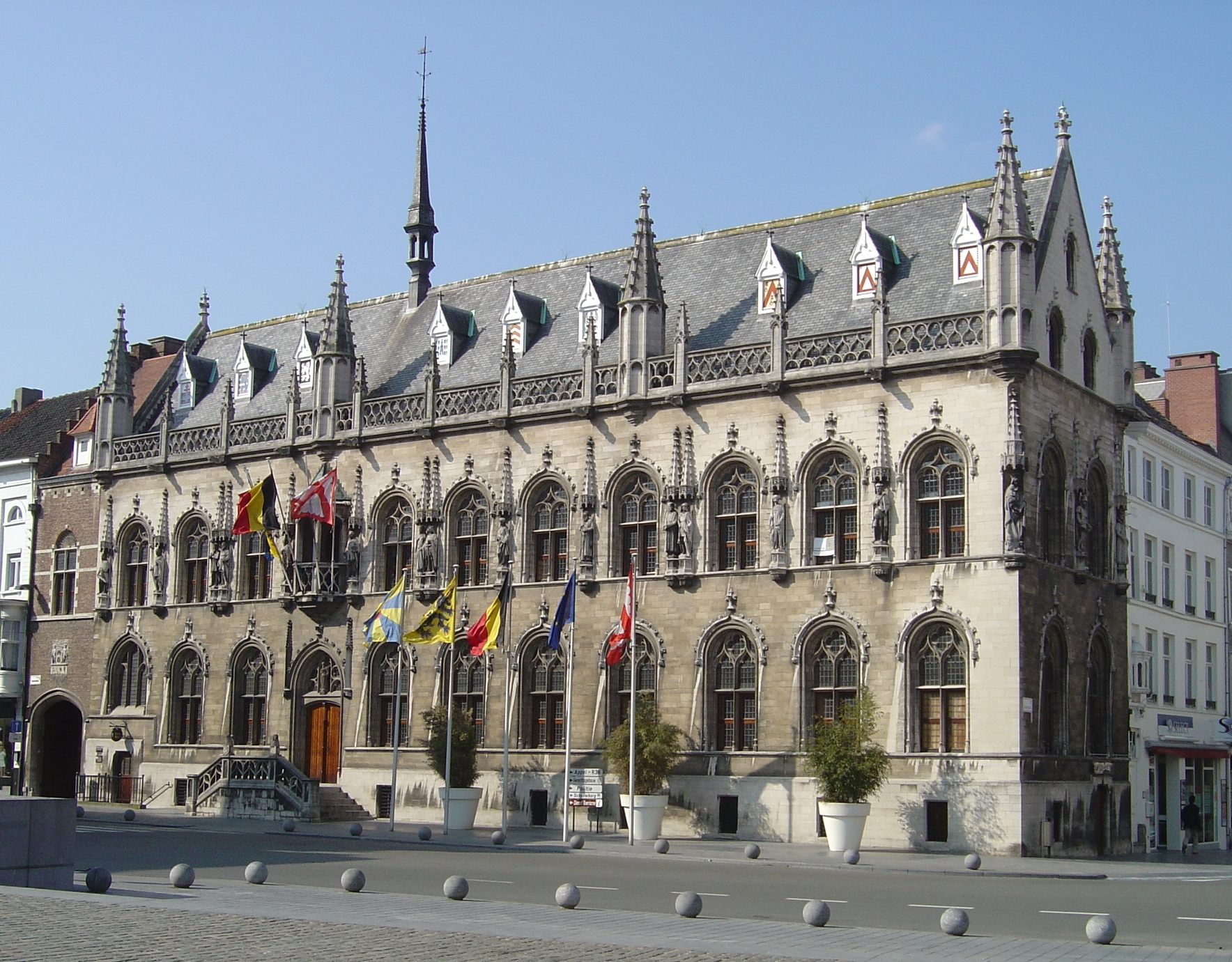
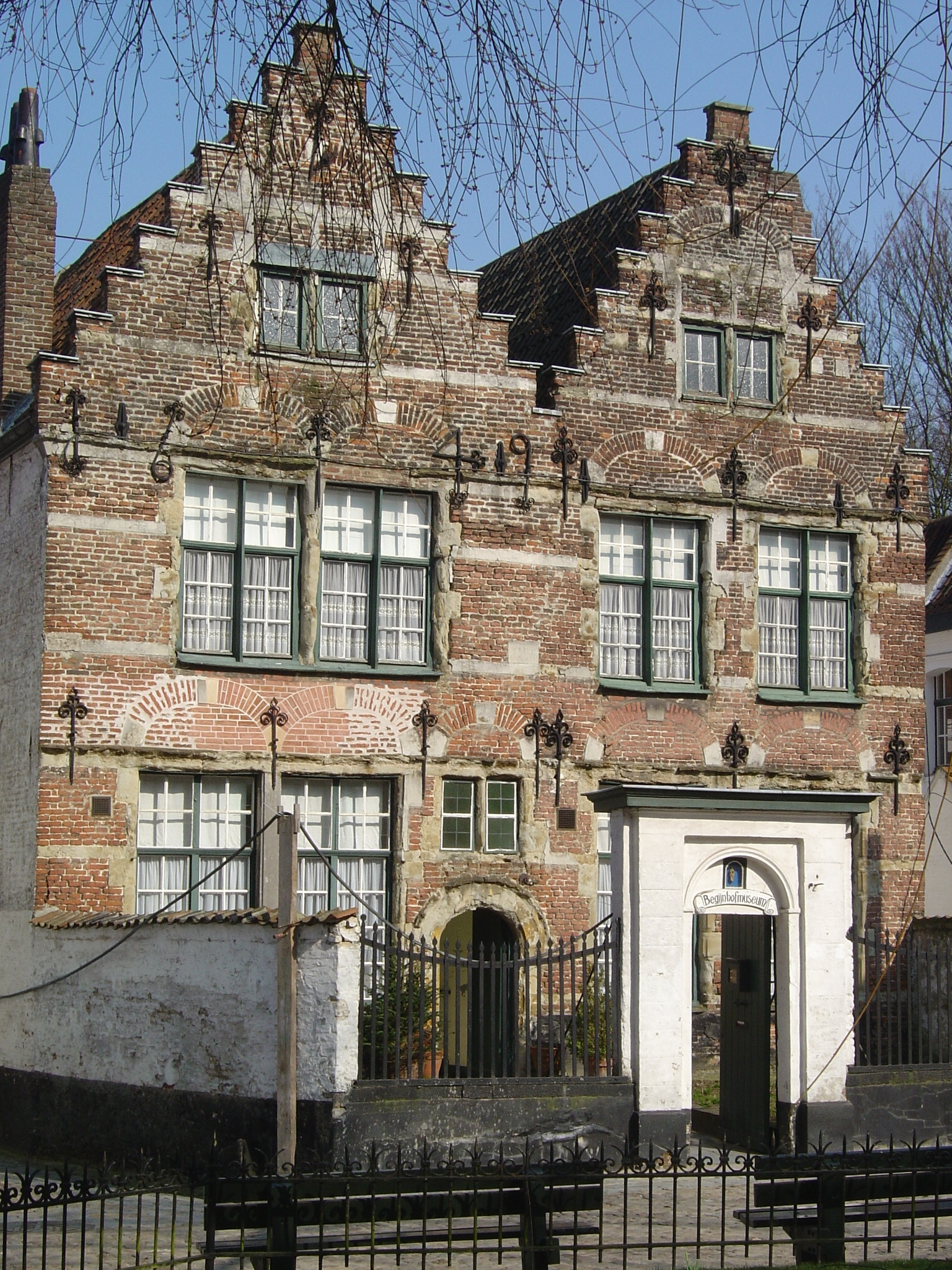
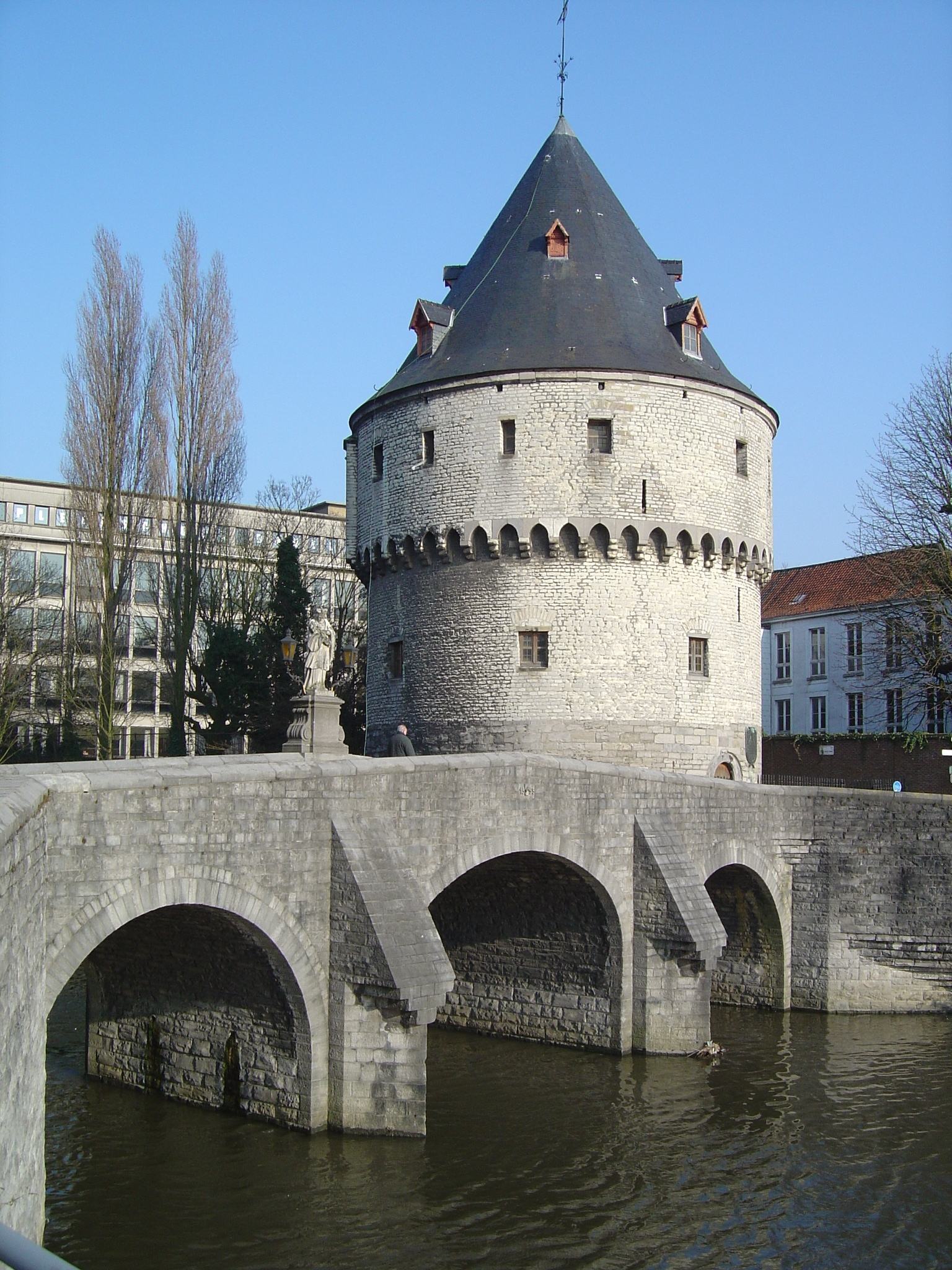

- Italia: Frascati;
- Germania: Bad Godesberg;
- Regatul Unit: Windsor and Maidenhead;
- Franța: Saint-Cloud.